# Pirates of the Sea
Pirates of the Sea (укр. Пірати моря) — латвійський музичний проект, створений спеціально для пісенного конкурсу Євробачення 2008. Колектив складається з трьох людей: італійського співака Роберто Мелоні (проживає в Латвії), телеведучої Олександри Курусової та відомого в Латвії радіоведучого Яніса Вайшля. Мелоні вже мав досвід участі на Євробаченні як учасник Bonaparti.lv на конкурсі 2007 року. Учасники колективу, за задумом авторів проекту, мали активно використовувати імідж піратів у своїх виступах, за що гурт й отримав свою назву.
Пісню «Wolves of the Sea» написано шведським композитором Йонасом Ліберґом спеціально для пісенного конкурсу. 2 лютого «пірати» виграли перший півфінал національного відбіркового конкурсу з результатом 12 010 голосів (найкращий результат в обидвох півфіналах).
1 березня 2008 року «Pirates of the Sea» став переможцем національного відбору з результатом 29 228 голосів, залишивши позаду своїх головних конкурентів — співачку Аїшу й Андріса Ерґліса.
22 травня «Pirates of the Sea» взяв участь у другому півфіналі Євробачення 2008 й набрав достатню кількість балів, щоб пройти до фіналу конкурсу. Незвичний імідж гурту мав певний успіх у європейської публіки — у фіналі гурт отримав 83 бали й фінішували дванадцятими. Найбільшу кількість балів латвійські конкурсанти отримали від Ірландії (12) та Великої Британії (10).
2008 року шотландський пауер-треш-метал-гурт Alestorm записав свій варіант конкурсної пісні в рок-обробці.

## Дискографія

### Сингли
- Wolves of the Sea (укр. Вовки моря) (2008)
- Happy Balalaika (укр. Щаслива балалайка) (2009)